# Strada statale 337 della Val Vigezzo
La strada statale 337 della Val Vigezzo (SS 337), già strada provinciale 70 di Val Vigezzo e Cento Valli (SP 70), è una strada statale italiana che percorre la valle omonima. 
Attraversa un territorio di bassa montagna, raggiungendo l'altitudine di poco più di 800 m s.l.m.

## Percorso
Ha inizio dalla strada statale 33 del Sempione nel comune di Masera, poco lontano dalla periferia di Domodossola, e toccando i centri turistici di Trontano, Druogno, Santa Maria Maggiore, Malesco e il centro turistico-religioso di Re (Santuario della Madonna di Re), arriva al Confine di Stato di Ponte Ribellasca, dove entra in Svizzera proseguendo come strada cantonale 560. A Malesco è possibile immettersi sulla strada statale 631 di Valle Cannobina per raggiungere, dopo un tragitto tortuoso di circa 25 km, Cannobio e il Lago Maggiore.

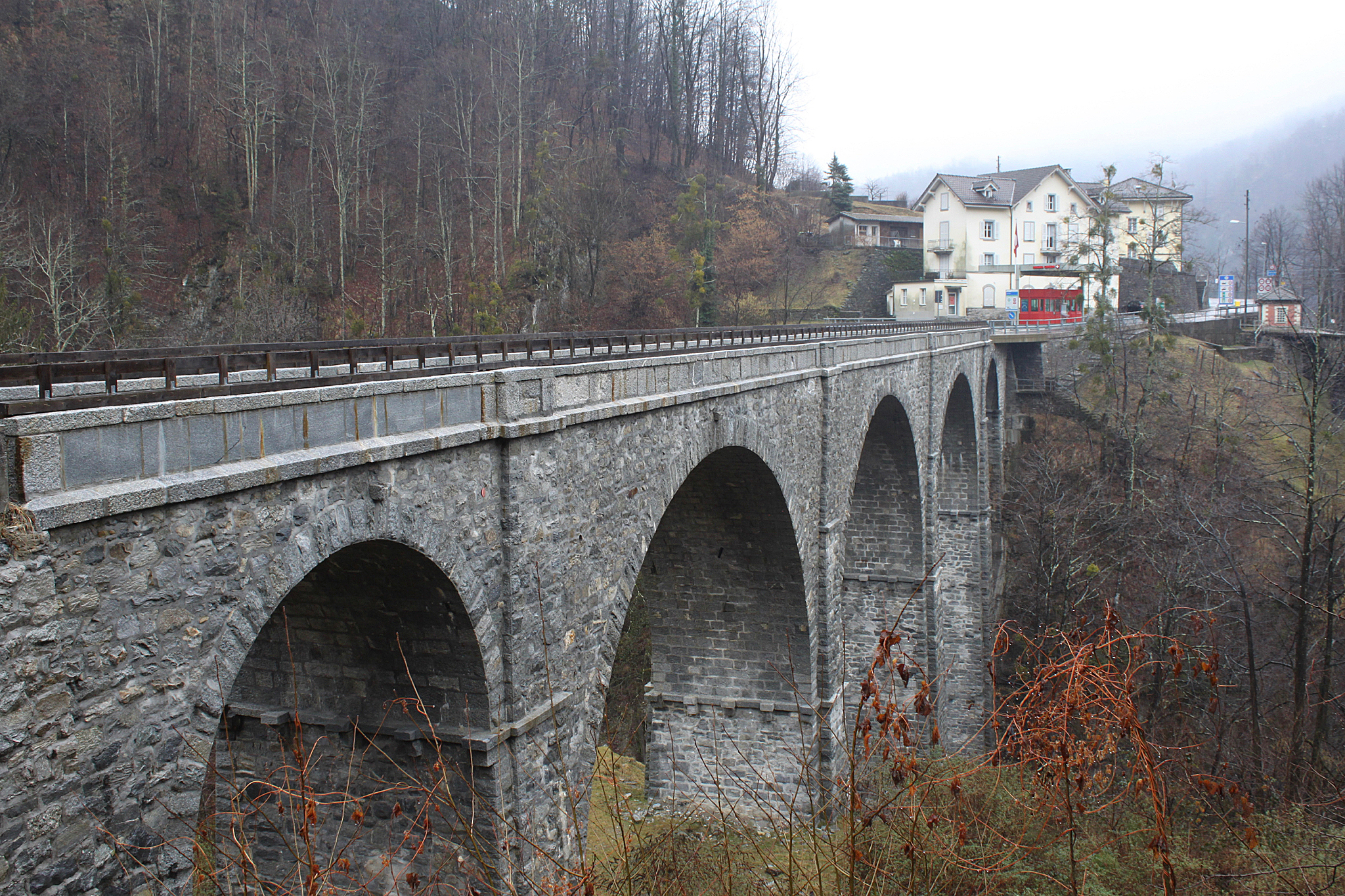
Il viadotto posto al termine della SS 337 a Ponte Ribellasca.

In passato era la strada provinciale 70 di Val Vigezzo e Cento Valli (SP 70) e, nel 1958, si decise di elevarla al rango di statale, cosa che avvenne anni dopo; il nuovo nome fu strada statale 337 della Val Vigezzo, e la gestione passò all'ANAS. La chilometrica attuale parte dal km 2,460 in corrispondenza dello svincolo della strada statale 33 del Sempione: questo è dovuto al fatto che il tracciato originario si innestava sul vecchio percorso della SS 33 a Domodossola. Con la costruzione della nuova sede stradale di quest'ultima, è variato il caposaldo iniziale della SS 337.
Si sono conclusi i lavori di ammodernamento della sede stradale nel tratto iniziale fra Masera e Druogno, con la realizzazione di una nuova galleria dalla lunghezza complessiva di circa 1600 metri, tra il chilometro 7+300 ed il 8+900. La nuova variante ha sostituito il vecchio tracciato che attraversava la località di Paiesco (nel territorio comunale di Trontano); questo tratto ha assunto la denominazione di nuova strada ANAS 357 ex SS 337 della Val Vigezzo (Tratto sotteso dalla Galleria di Paiesco).
I limiti di velocità variano fra i 50 km/h all'interno dei vari centri abitati attraversati, fino ai 70 km/h nei tratti compresi fra un paese e l'altro.